# Egbert von Frankenberg und Proschlitz
Egbert von Frankenberg und Proschlitz (Straatsburg, 20 maart 1909 - Berlijn, 15 maart 2000) was een Duitse militair en Oost-Duits politicus.
Von Frankenberg was afkomstig uit een militair geslacht. Hij volgde naast een deeltijdstudie ook een opleiding tot piloot. Sinds 1931 lid van de NSDAP en sinds 1932 lid van de SS. Van 1935 tot 1942 was hij militair bij de Wehrmacht. Tijdens de Spaanse Burgeroorlog was hij vrijwilliger en Luftwaffe-commandant bij het Legioen Condor, de Duitse vrijwilligers die aan de zijde van Franco vochten. 
Na de Duitse inval in de Sovjet-Unie (1941) vocht hij als majoor van de Luftwaffe aan het oostfront. In 1943 werd hij krijgsgevangen genomen door de Russen. Tijdens zijn krijgsgevangenschap trad hij toe tot het Nationalkomitee Freies Deutschland (NKFD) en was hij medeoprichter van de Duitse Bond van Officieren. In 1948 keerde hij naar Duitsland (Oost) terug en werd hoofdambtenaar bij de deelstaatregering van Saksen. 
In 1949 werd Von Frankenberg lid van de Nationaal Democratische Partij van Duitsland (NDPD), een satellietpartij van de communistische SED. Van 1949 tot 1951 was hij politiek leider van de NDPD in Thüringen. In 1950 werd hij verkozen in de Landdag van Thüringen, waarvan hij vicevoorzitter werd. Van 1950 tot 1951 was hij vicevoorzitter van de Thüringer NDPD. Van 1951 tot 1990 was hij lid van de Hoofdcommissie (bestuur) van de NDPD. 
Van 1951 tot 1952 was Von Frankenberg lid van het bestuur van Oost-Berlijn. Van 1951 tot 1954 was hij lid van de Volkskammer (parlement).
In 1957 promoveerde hij tot doctor op een dissertatie over massavernietigingswapens. Sedertdien was hij docent aan de partijhogeschool van de NDPD. Hij was tevens lid van de DDR-radiostichting.
Van 1957 tot 1989 was Von Frankenberg voorzitter van de Oost-Duitse Motorsportvereniging en van 1962 tot 1967 was hij vicepresident van de Fédération Internationale des Motorcyclistes (Internationale Federatie van Motorrijders).
In 1979 werd hij onderscheiden met de Vaderlandse Orde van Verdienste van de DDR.

## Naamgenoot
- Egbert von Frankenberg und Proschlitz moet niet worden verward met de CDU-politicus Egbert von Frankenberg.

- Gemeinsame Normdatei: 118534866
- International Standard Name Identifier: 0000 0003 7328 2582
- Nationale Bibliotheek van Tsjechië: xx0212026
- Nationale Bibliotheek van Polen: a0000002237479
- Nederlandse Thesaurus van Auteursnamen: 067627498
- Virtual International Authority File: 27862845
- WorldCat: E39PBJpV4Cg6gD4FGFkVmjvrbd